# Беляево (Федуринский сельсовет)
Беля́ево — деревня в Городецком районе Нижегородской области. Входит в состав Федуринского сельсовета.

## Население
| 2002 | 2010 |
| ---- | ---- |
| 20   | ↘18  |